# Função de contagem de números primos

OS 60 primeiros valores de π(n)

Em matemática, em especial na teoria dos números, a função contagem de números primos associa a cada número natural n o número de números primos existentes entre 1 e n. Esta função é denotada {\displaystyle \Pi (n)\,}

## Exemplos
- {\displaystyle \Pi (1)=0\,} (não existe nenhum número primo entre 1 e 1)
- {\displaystyle \Pi (2)=1\,} (apenas 2 é primo entre 1 e 2)
- {\displaystyle \Pi (5)=3\,} (2, 3, 5)
- {\displaystyle \Pi (10)=4\,} (2, 3, 5,7)

## Crescimento
Um importante resultado na teoria dos números é o teorema do número primo que afirma:
{\displaystyle \lim _{n\to \infty }{\frac {\Pi (n)}{n/\ln n}}=1\,}